# لیل هاردین آرمسترانگ
لیل هاردین آرمسترانگ (انگلیسی: Lil Hardin Armstrong؛ ۳ فوریهٔ ۱۸۹۸ – ۲۷ اوت ۱۹۷۱) یک موسیقی‌دان اهل ایالات متحده آمریکا بود.